# Wotanstein in Maden
Der Wotanstein in Maden, auch Wodanstein und früher Malstein genannt, ist ein Megalithdenkmal bei Maden, einem Stadtteil von Gudensberg im nordhessischen Schwalm-Eder-Kreis.

## Geographische Lage
Der Wotanstein steht am südwestlichen Dorfrand von Maden auf einer Anhöhe zwischen dem Ems-Zufluss Goldbach im Osten und dessen Zufluss Bach vom Henkelborn im Westen. Er befindet sich auf rund 177 m ü. NN in einem Hain am Feldrand wenige Meter südöstlich der Obervorschützer Straße, die als Kreisstraße 9 in Richtung Westen nach Obervorschütz führt.

## Beschreibung und Geschichte
Der aus Quarzit bestehende Wotanstein ist fast 2 m hoch, 1,2 m breit und 0,55 m dick. Da an dieser Stelle kein natürlicher Quarzit vorkommt, geht man davon aus, dass der Findling hierher gebracht und aufgestellt wurde, möglicherweise im 3. Jahrtausend v. Chr. Hinweise auf eine frühgeschichtliche rituelle oder religiöse Nutzung wurden nicht gefunden. Eine Nutzung als Kult-, Versammlungs- oder Gerichtsstätte ist jedoch naheliegend.
Der Stein wurde schon 1407 als deme langen steyne zu Madin urkundlich erwähnt. Während des Siebenjährigen Kriegs soll er ausgegraben worden sein, da man darunter Schätze vermutete. Allerdings wurden nur Überreste menschlicher Knochen gefunden.
Die umgebenden drei Eichen sind als Naturdenkmal eingetragen.

## Sage
Der Sage nach wollte der Teufel vom Lamsberg oder Mader Stein bei Gudensberg die erste Kirche des Bonifatius in Fritzlar, die aus dem Holz der Donareiche errichtet worden war, mit dem Wotanstein zerschmettern. Er blieb ihm aber beim Werfen im Ärmel hängen und fiel auf das Feld bei Maden. Die Eindrücke und Löcher am Stein stammen demnach von den Krallen des Teufels.